# Ahaetulla malabarica
Ahaetulla malabarica — вид змій родини полозових (Colubridae). Описаний у 2020 році.

## Таксономія
Представників виду раніше відносили до Ahaetulla nasuta. Дослідження 2020 року показало, що A. nasuta є видовим комплексом, що складається з 5 видів: A. nasuta sensu stricto, A. borealis, A. farnsworthi, A. isabellina та A. malabarica.

## Розповсюдження
Ендемік Індії. Поширений в південній частині Західних Гат від Палгхат Гап в Тамілнаду і Керала на північ до Тадіандамола в штаті Карнатака.